# Julija Olischewska
Julija Anatoliïwna Olischewska (ukrainisch Юлія Анатоліївна Олішевська, engl. Transkription Yuliya Olishevska; * 2. Februar 1989 in Berdytschiw, Ukrainische SSR, Sowjetunion) ist eine ukrainische Sprinterin, die sich auf den 400-Meter-Lauf spezialisiert hat.

## Sportliche Laufbahn
2011 gewann Julija Olischewska die Silbermedaille mit der ukrainischen 4-mal-400-Meter-Staffel bei den U23-Europameisterschaften in Ostrava. Ein Jahr später wurde sie bei den Leichtathletik-Hallenweltmeisterschaften in Istanbul mit der ukrainischen Mannschaft in der 4-mal-400-Meter-Staffel wegen einer Bahnüberschreitung disqualifiziert. Bei den Leichtathletik-Europameisterschaften in Helsinki siegte mit der ukrainischen 4-mal-400-Meter-Stafette.
2015 belegte sie mit der ukrainischen Staffel Platz fünf bei den Halleneuropameisterschaften in Prag und erreichte bei den Weltmeisterschaften in Peking mit der 4-mal-400-Meter-Staffel den sechsten Platz. 2016 war sie Teil der Staffel für die Europameisterschaften in Amsterdam, bei denen die Ukraine auf Platz sechs einlief. Sie qualifizierte sich für eine Teilnahme an den Olympischen Spielen, scheiterte dort aber über 400 Meter in der Vorrunde.

## Persönliche Bestzeiten
- 400 m: 51,68 s, 13. Juni 2012 in Jalta
  - Halle: 53,24 s, 17. Februar 2012 in Sumy